# بات بيرد
بات بيرد (بالإنجليزية: Pat Beard)‏ هو سياسي أمريكي، ولد في 9 سبتمبر 1947 في سانت بول في الولايات المتحدة، وتوفي في 7 فبراير 2017 في منيابولس في الولايات المتحدة. حزبياً، نشط في الحزب الديمقراطي. وقد انتخب عضو مجلس نواب مينيسوتا.